# ジョナサン・デミ
ジョナサン・デミ（Jonathan Demme、本名：Robert Jonathan Demme、1944年2月22日 -  2017年4月26日）は、アメリカ合衆国の映画監督、映画プロデューサー、脚本家。

## 来歴
ニューヨーク州ボールドウィン出身。映画監督のテッド・デミは甥にあたる。フロリダ大学で獣医学を学ぶが、自分の能力に限界を感じ、中退する。大学在学中に学内新聞の映画評を執筆した経験を生かそうと、地方新聞の職を得るが、父親の紹介で映画会社の宣伝マンとなり、数年間働く。その仕事を通じてロジャー・コーマンと出会い、1971年から1976年までコーマンの下で働く。
初期はプロデュースや共同執筆をし、ロジャー・コーマン監督作品の『レッド・バロン』に参加し、インディーズ映画の監督となる。コーマンの設立した低予算インディペンデント製作会社ニューワールド・ピクチャーズで1974年『女刑務所/白昼の暴動』で映画監督デビューし、1976年の『怒りの山河』まで3本の映画をここで撮り、1980年公開の『メルビンとハワード』でニューヨーク映画批評家協会賞監督賞を受賞。
1991年公開の『羊たちの沈黙』でベルリン国際映画祭監督賞とアカデミー監督賞をダブル受賞。作品賞、監督賞、脚本賞、主演男優賞、主演女優賞の5部門を制覇した3本の映画の一本、及びホラー映画としては2022年現在に至るまで唯一のアカデミー作品賞受賞作となる。その2年後には監督した『フィラデルフィア』で主演を務めたトム・ハンクスがアカデミー主演男優賞を受賞し、こちらも高い評価を得た。
ドキュメンタリー映画も10本以上撮っており、特にトーキング・ヘッズのライブ映画『ストップ・メイキング・センス』は、史上最高の音楽ドキュメンタリーの一つとして現在でも高く評価されている。2007年のジミー・カーター元大統領を取り上げた『Man from Plains』ではヴェネツィア国際映画祭バイオグラフィルム賞を受賞した。
『羊たちの沈黙』のインパクトが強すぎたせいで、低迷期には一発屋と揶揄されることもあったが、2008年公開の『レイチェルの結婚』はヴェネツィア国際映画祭に出品され高い評価を受けた。
2017年4月26日、食道がんと心臓病の合併症により死去。73歳没。

## 主な監督作品
- 女刑務所/白昼の暴動 Caged Heat （1974年）
- クレイジー・ママ Crazy Mama （1975年）
- 怒りの山河 Fighting Mad （1976年）
- 刑事コロンボ 「美食の報酬」 "Murder Under Glass" （1978年） テレビシリーズ
- Last Embrace（1979年）
- メルビンとハワード Melvin and Howard （1980年） ニューヨーク映画批評家協会賞 監督賞
- ストップ・メイキング・センス Stop Making Sense （1984年）
- スイング・シフト Swing Shift（1984年）
- サムシング・ワイルド Something Wild （1986年）
- 愛されちゃって、マフィア Married to the Mob （1988年）
- 羊たちの沈黙 The Silence of the Lambs （1990年） アカデミー監督賞、ベルリン国際映画祭銀熊賞 (監督賞)
- フィラデルフィア Philadelphia （1993年）
- 愛されし者 Beloved （1998年）
- シャレード The Truth About Charlie （2002年）
- クライシス・オブ・アメリカ The Manchurian Candidate （2004年）
- ニール・ヤング/ハート・オブ・ゴールド 〜孤独の旅路〜 Neil Young: Heart of Gold （2006年） ドキュメンタリー映画
- レイチェルの結婚 Rachel Getting Married （2008年）
- Neil Young Trunk Show （2009年） ドキュメンタリー映画
- ニール・ヤング/ジャーニーズ Neil Young Journeys （2012年） ドキュメンタリー映画
- A Master Builder （2013年）
- 幸せをつかむ歌 Ricki and The Flash （2015年）